# Ramón L. Falcón
Ramón Lorenzo Falcón (Buenos Aires, 30 de agosto de 1855 - Ib., 14 de noviembre de 1909) fue un político, militar y policía argentino. Se destacó por su dureza como jefe de la Policía de la Capital (luego Policía Federal Argentina), reprimiendo a sangre fría o con "mano de hierro" las revueltas obreras de comienzos del siglo XX. Como consecuencia de los hechos represivos de la llamada Semana Roja de 1909, en los que la policía a su mando asesinó aproximadamente 11 manifestantes anarquistas el 1.º de mayo de 1909, fue asesinado en un atentado perpetrado por el joven anarquista ucraniano Simón Radowitzky (1891-1956).

## Carrera militar y política
Falcón fue el primer cadete del Colegio Militar de la Nación, al que ingresó en 1870, durante la presidencia de Domingo Faustino Sarmiento. Egresado con honores en 1873, combatió en la Campaña del Desierto; a su regreso, en 1898, se retiró con el grado de coronel. Luego fue elegido diputado nacional.
En 1887, fue uno de los socios fundadores del Club de Gimnasia y Esgrima La Plata.

## Jefatura de policía
En 1906, recibió el nombramiento de jefe de Policía de la Capital. En ese cargo, creó la escuela de policía (que llevó su nombre hasta 2006). Ese mismo año, el presidente José Figueroa Alcorta había decretado el estado de sitio como consecuencia de la Revolución radical de 1905.
El 1.º de mayo de 1906, los sindicatos de la ciudad realizaron una manifestación popular en conmemoración del Día Internacional de los Trabajadores. Ramón L. Falcón ordenó la represión del acto, lanzando un cuerpo de 120 policías a caballo que dispararon sus armas de fuego contra los civiles desarmados, sembrando la avenida de muertos y heridos.

## Huelga de inquilinos

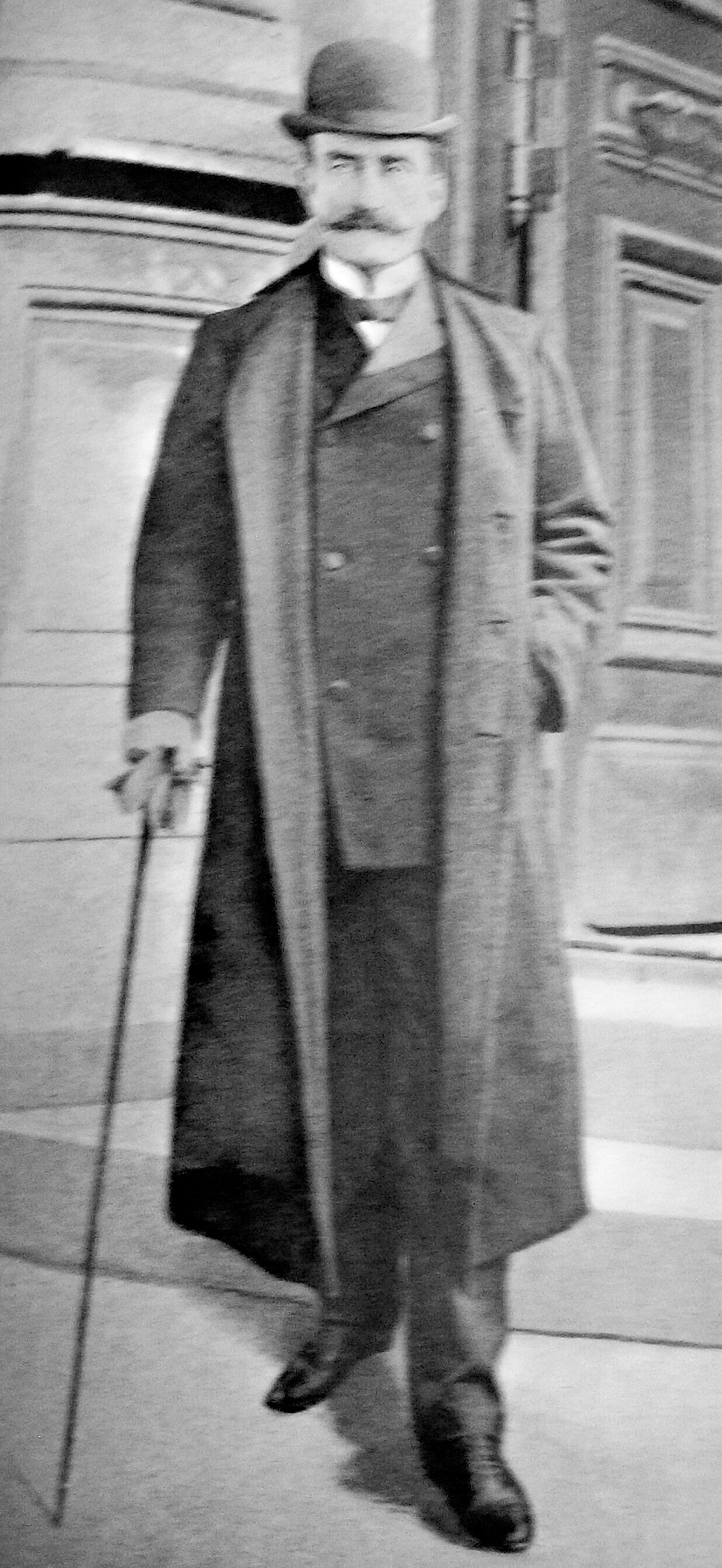
Foto de Ramón L. Falcón en la revista PBT.

En 1907 fue el encargado de ordenar el desalojo de las familias obreras, que se negaban a acatar el aumento unilateral de precios aplicado por sus arrendadores; descontentos con la falta de intervención gubernamental en la regulación de la vivienda y de las condiciones de vida en los inquilinatos, en estado lamentable en su mayoría, mujeres y niños obreros tomaron las calles con escobas bajo el lema de «barrer la injusticia».
En julio de 1907 (en pleno invierno austral) ―con la ayuda del cuerpo de bomberos de la ciudad de Buenos Aires, que redujo los conatos de protesta arrojando a las familias agua helada con mangueras de alta presión― Falcón efectuó los desalojos masivos. Los exinquilinos debieron alojarse en los campamentos organizados por los sindicatos anarquistas.
Finalmente la Federación de Inquilinos lograría acuerdos para construir viviendas obreras y ajustar el valor de los alquileres, frente a la oposición de los anarquistas, que quedaron en minoría.

## Semana Roja
El 1.º de mayo de 1909 Ramón L. Falcón ordenó nuevamente reprimir la manifestación convocada por los anarquistas de la FORA en Plaza Lorea; dejó 11 muertos y más de 105 heridos, muchos de los cuales fallecieron en los días siguientes (se calcula que como consecuencia de la represión murieron un total de 80 personas aproximadamente).
Ante la huelga general y la decisión sindical de mantenerla hasta que Ramón L. Falcón renunciara, este dio nuevamente órdenes de dispersar a tiros la columna de 60 000 personas que acompañaba los féretros de los obreros asesinados hacia el cementerio de la Chacarita. La policía arrebató los féretros a la multitud para evitar el cortejo, y rechazó a balazos a los 4000 manifestantes que llegaron por sus propios medios a Chacarita para rendir homenaje. Se clausuraron también los locales de sindicatos de todo signo, anarcosindicalistas y socialistas por igual, así como los órganos de prensa La Vanguardia (socialista) y La Protesta (anarquista); grupos de civiles y policías disfrazados de civiles, al grito de «Viva la Patria», incendiaron las imprentas de estos últimos y otros locales.
Finalmente, un Comité de Huelga formado por representantes de la FORA y la UGT, apoyados por el Partido Socialista obtuvo audiencia con el presidente del Senado, Benito Villanueva, del que lograron la libertad de los detenidos y de todos los presos por causa de huelga, la supresión del Código Municipal de Penalidades ―que tipificaba las infracciones cometidas durante huelgas y actos sindicales―, así como el levantamiento de la clausura de los locales obreros. Pero no obtuvieron la renuncia de Falcón.
Asociaciones patronales como la Bolsa de Comercio, la Cámara de Cereales y otras organizaron un acto en apoyo a Falcón por su actitud.

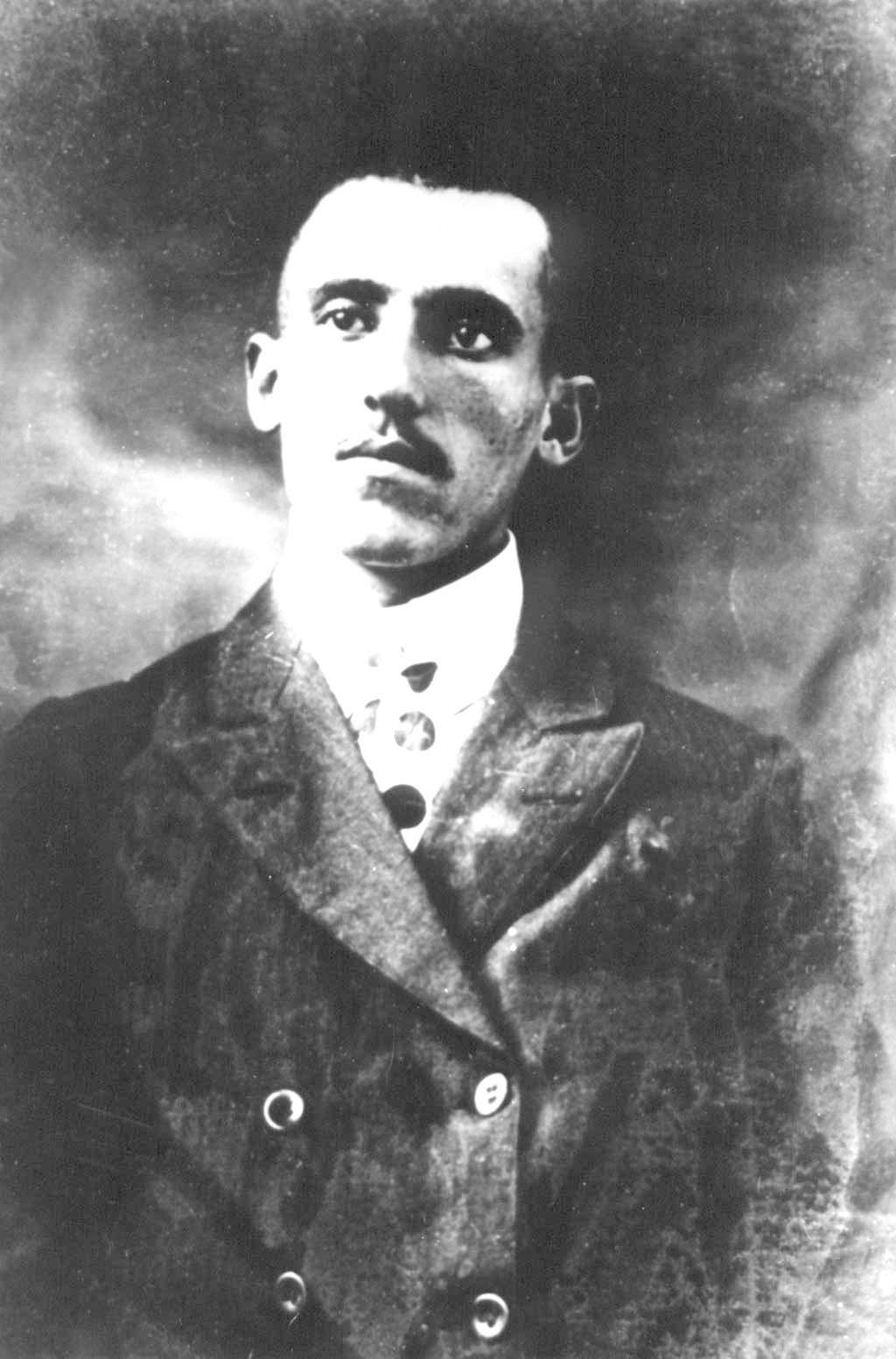
Simón Radowitzky, el anarquista que asesinó a Ramón L. Falcón.

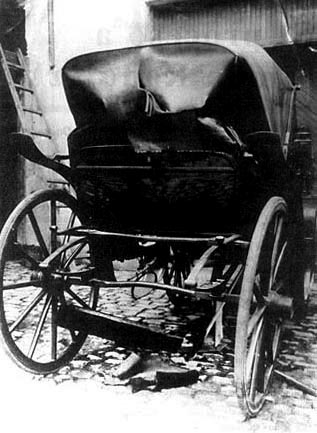
Coche en el que viajaba el jefe de policía Ramón L. Falcón, destruido por la bomba de Radowitzky.

## El atentado de Radowitzky
El 14 de noviembre de 1909 (seis meses después de los acontecimientos de la Semana Roja), mientras Falcón regresaba del funeral de otro policía, acompañado de su secretario Juan Alberto Lartigau, en la esquina de Quintana y Callao, Simón Radowitzky, joven anarquista de 17 años recién llegado de Ucrania, actuando solitariamente, arrojó una bomba de fabricación casera contra el carruaje en que viajaba Falcón. La bomba les estalló entre las piernas, y Falcón murió pocas horas más tarde.
Está enterrado en el cementerio de la Recoleta, en la sección 20, sobre el muro de calle Azcuénaga, en un imponente sepulcro obra del escultor Léon-Ernest Drivier. Su asesino se salvó del fusilamiento por haber sido menor de edad, por ello fue condenado a tiempo indeterminado, estando preso en la penitenciaria federal de la calle Las Heras, y luego en el penal de Ushuaia, del que se fugó el 9 de noviembre de 1918 y fue recapturado luego. En 1929 recuperó la libertad, indultado por el presidente Hipólito Yrigoyen.
Una placa recuerda el lugar del atentado, en Callao y Quintana, y cerca de ella se levanta una estatua. Otra se encuentra en Recoleta, una tercera al final de la avenida que lleva su nombre, y una cuarta en la escuela de policía que fundara. La Escuela de Cadetes de la Policía Federal Argentina llevó su nombre hasta 2011, cuando su nombre fue cambiado a «Comisario General Juan Ángel Pirker», en homenaje al jefe policial del primer gobierno constitucional después de la dictadura (1976 - 1983).